# Sheraton Hotels & Resorts
Sheraton Hotels and Resorts es una cadena internacional de hoteles propiedad de Marriott International. Al 31 de diciembre de 2018, Sheraton opera 441 hoteles con 155,617 habitaciones en todo el mundo, incluidas ubicaciones en América del Norte, África, Asia Pacífico, América Central y del Sur, Europa, Medio Oriente y el Caribe.

## Historia

### Primeros años
Los orígenes de los hoteles Sheraton datan de 1933, cuando los compañeros de clase de Harvard, Ernest Henderson y Robert Moore, compraron el Hotel Continental en Cambridge, Massachusetts. En 1937, Henderson y Moore compraron la Standard Investing Company y la convirtieron en la compañía a través de la cual operarían sus hoteles. También en 1937, compraron su segundo hotel, y el primero como parte de la nueva compañía, el Stonehaven Hotel en Springfield, Massachusetts, un edificio de apartamentos convertido. La cadena recibió su nombre del tercer hotel que adquirió la pareja, en Boston, que ya tenía un gran cartel iluminado en el techo que decía "Hotel Sheraton", que era demasiado caro para cambiar. En cambio, Henderson y Moore decidieron llamar a todos sus hoteles por ese nombre.
Henderson y Moore compraron el famoso Copley Plaza Hotel de Boston en 1944, y continuaron expandiéndose rápidamente, comprando propiedades existentes a lo largo de la costa este desde Maine hasta Florida. En 1947, Sheraton fue la primera cadena hotelera en cotizar en la Bolsa de Nueva York. Sheraton Hotels se fusionó con U.S. Realty and Improvement Corp. en 1948, formando Sheraton Corporation of America.

### Expansión internacional
En 1950, Sheraton se expandió internacionalmente, pagando $ 4.8 millones para comprar Cardy Hotels, una cadena de seis propiedades en las provincias canadienses de Ontario y Quebec. En 1956, Sheraton pagó USD 30 millones para comprar la Eppley Hotel Company, que era la mayor empresa hotelera privada en los Estados Unidos, con 22 propiedades en seis estados del medio oeste. En 1957, Sheraton, que anteriormente se había centrado en adquirir hoteles existentes, abrió su primer hotel de nueva construcción, el Sheraton Hotel de Filadelfia.  En 1958, Sheraton se convirtió en la primera cadena de hoteles en centralizar e informatizar sus reservas cuando presentó Reservatron, el primer sistema automático de reservas electrónicas de la industria hotelera. En 1959, Sheraton adquirió sus primeras propiedades fuera de América del Norte, comprando cuatro hoteles propiedad de Matson Lines en Waikiki Beach en Honolulu, Hawái.
A principios de la década de 1960 se produjo la llegada de los primeros hoteles Sheraton fuera de los EE. UU. y Canadá, con la apertura del hotel Sheraton-Tel Aviv en Israel en marzo de 1961; el Sheraton-Kingston Hotel en Jamaica y el Sheraton-British Colonial Hotel en Nassau, Bahamas, ambos en 1962; y el Hotel Macuto-Sheraton en las afueras de Caracas, Venezuela, en 1963. 
En 1962, se creó la división de franquicias Sheraton Motor Inns para operar grandes moteles en autopistas que ofrecen estacionamiento gratuito. 
En 1965, se inauguró la propiedad número 100 de Sheraton, el Sheraton-Boston Hotel. 
En 1967, Sheraton presentó Reservatron II, un sistema informático para reservas personalizadas.

### Compra de Marriott
En 2016, Marriott International compró Starwood Hotels, y la compañía recientemente fusionada se convirtió (una vez más) en la compañía hotelera y turística más grande del mundo.

## Galería

Vistas de perspectiva
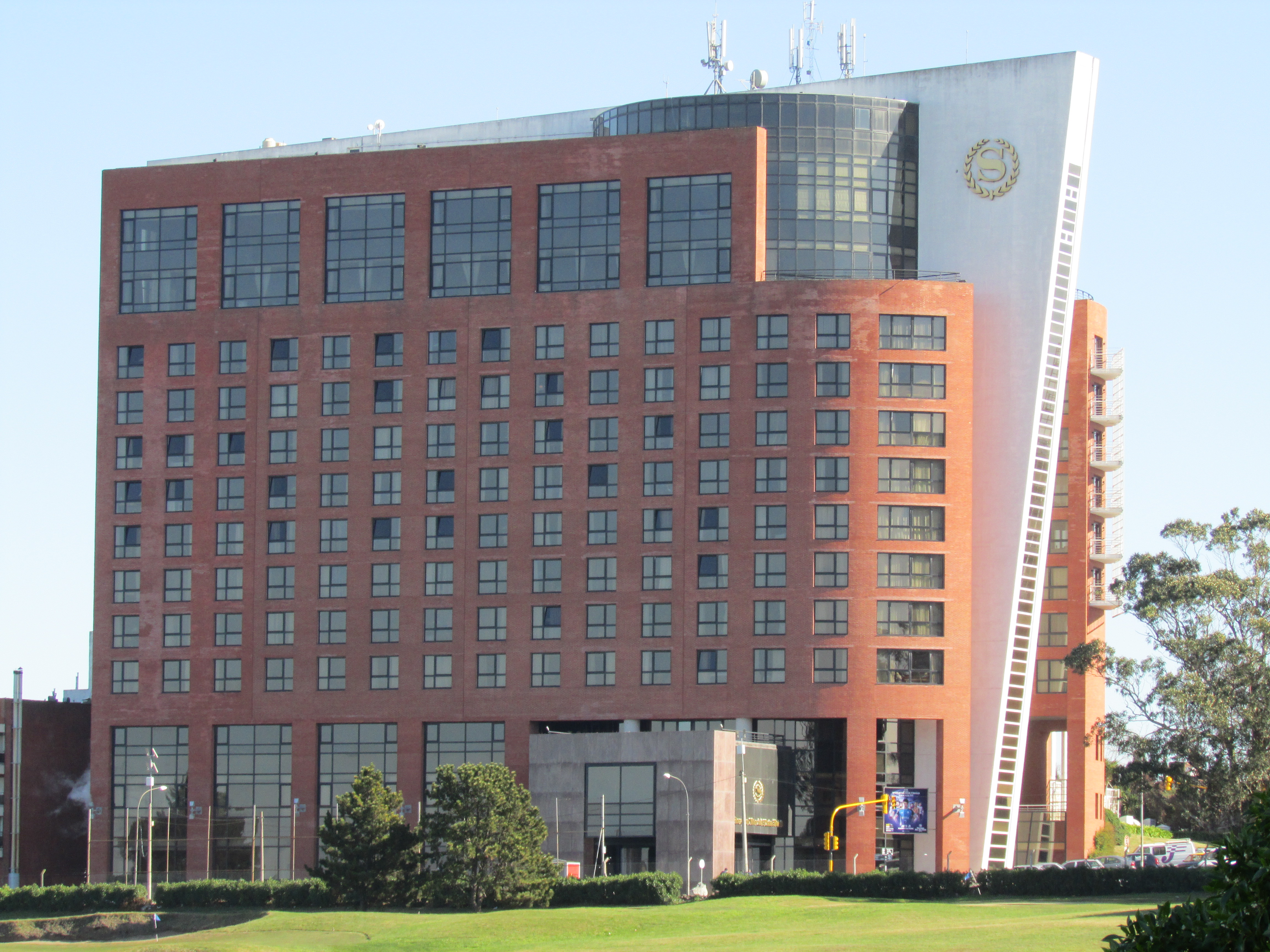
Hotel Sheraton en Mar del Plata, Argentina.
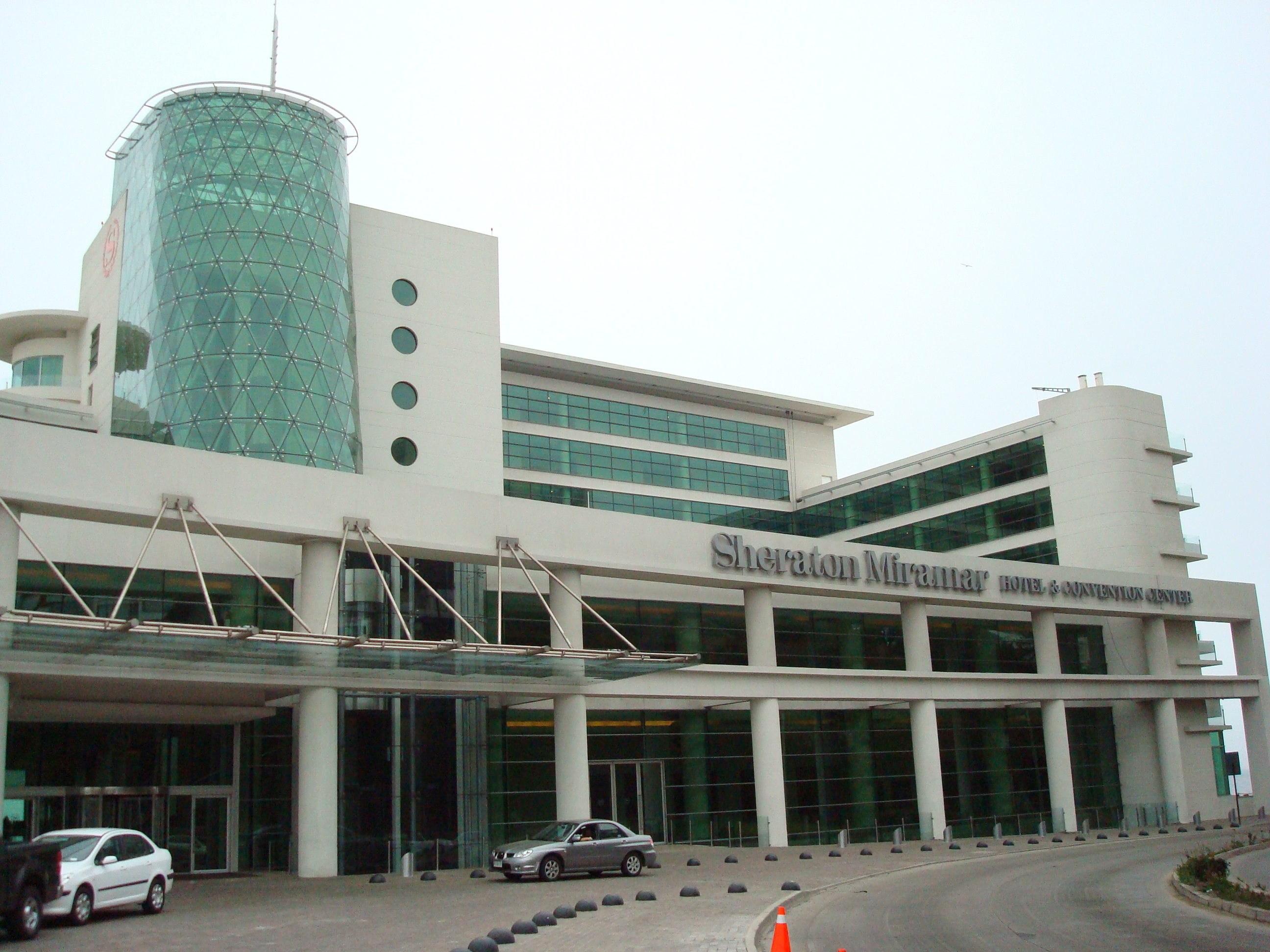
Hotel Sheraton Miramar en Viña del Mar, Chile.
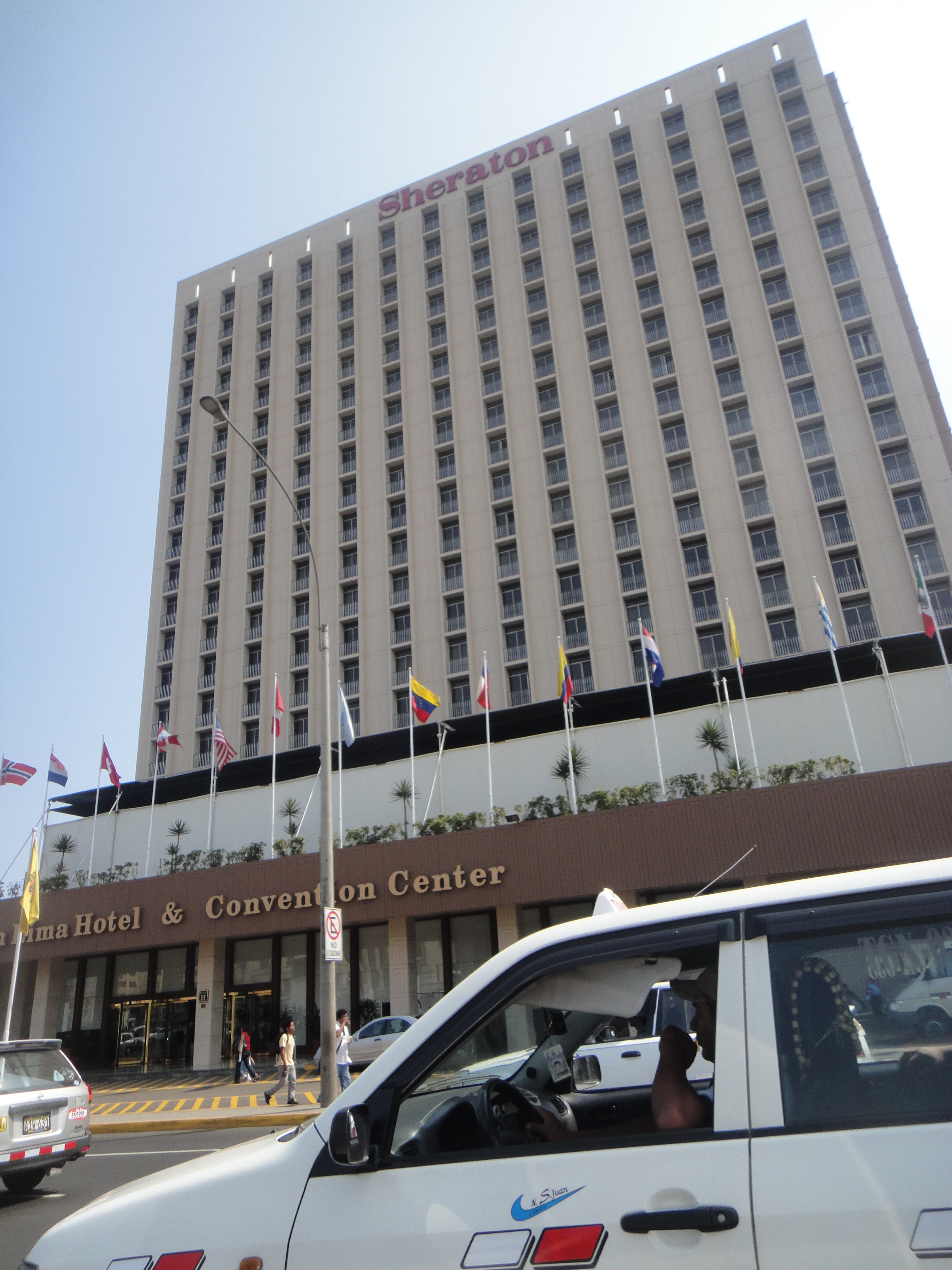
Sheraton Lima, Perú.